# Retrat de la dona i els fills del pintor
Retrat de la dona i els fills del pintor és un quadre de Claudi Lorenzale pintat cap a 1860-1865 que actualment forma part de la col·lecció permanent del Museu Nacional d'Art de Catalunya.

## Descripció
Mestre de Fortuny a Llotja i destacat representant del romanticisme a Catalunya, Claudi Lorenzale va protagonitzar, al costat d'altres pintors del seu temps, un intent de renovació de l'art català de mitjan segle xix. En aquest impuls regenerador va tenir una importància cabdal el contacte amb l'estètica natzarena del grup de pintors alemanys establerts a Roma a principis del XIX i que Lorenzale va conèixer gràcies al viatge que, per iniciativa pròpia, va fer a aquesta ciutat en la dècada de 1830. Estimulat per un llenguatge fonamentat en la recuperació dels models italians anteriors a Rafael, Lorenzale va reformular i adaptar aquesta cultura figurativa a un contingut temàtic basat en episodis de la història de Catalunya, que va fer eclosió a partir del 1840.
No obstant això, serà el conreu del retrat, com el de la seva dona i fills que comentem, allò que més contribuirà a consolidar el prestigi del pintor. Aquest oli palesa tant l'assimilació de la nova sensibilitat romàntica com una influència dels valors socials i culturals burgesos. La idea de privacitat i la de la confortabilitat del nucli familiar entorn del seu hàbitat, en el qual es fa ostentació d'una idea de luxe i riquesa a través d'elements sumptuosos (mobiliari, objectes decoratius, indumentària dels retratats), forma part del sistema de valors defensats per la nova classe social emergent a Catalunya.